# Kabinett Ponta I
Das Kabinett Ponta I war die erste von Victor Ponta gebildete Regierung Rumäniens.

## Geschichte
Die 21 Kabinettsmitglieder waren vom 7. Mai 2012 bis zum 18. Dezember 2012 im Amt. Am 19. Dezember 2012 gab Victor Ponta die Zusammensetzung seines neuen Kabinetts Ponta II bekannt. Die Regierung bestand aus Mitgliedern der PSD, der PNL sowie der PC und wurde außerdem unterstützt von der PSD-Abspaltung UNPR sowie der Fraktion der nationalen Minderheiten. Sie löste das Kabinett Ungureanu ab. Die Regierungszeit des Kabinetts Ponta fiel in die Zeit der Staatskrise in Rumänien 2012.

### Kabinettsumbildungen
Der amtierende Bildungsminister Ioan Mang (PSD) musste eine Woche nach Amtsantritt zurücktreten, weil in seinen wissenschaftlichen Arbeiten mehrere Plagiate gefunden worden sein sollen. Zuvor scheiterte die anfänglich für das Bildungsministerium vorgesehene Politikerin Corina Dumitrescu, weil sie falsche Angaben in ihrem Lebenslauf gemacht hatte. Am 19. Juni 2012 entschied der Oberste Gerichtshof Rumäniens, dass Kulturminister Mircea Diaconu aufgrund eines Interessenkonflikts sein Amt abgeben muss. Ministerpräsident Ponta wurde zur selben Zeit mit Plagiatsvorwürfen konfrontiert. Ihm wurde vorgeworfen, große Teile seiner Dissertation abgeschrieben zu haben. Aktuell bestreitet Ponta die Vorwürfe.

#### Kabinettsumbildung im August 2012
Innenminister Ioan Rus hatte nach dem Referendum zur Abwahl des suspendierten Staatspräsidenten Traian Băsescu zunächst noch die Zahl von 18,2 Millionen Wahlberechtigten bestätigt, einen Tag später wollte er für diese allerdings nicht mehr die Verantwortung übernehmen. Das Innenministerium ließ mitteilen, es könne sich für die Richtigkeit der eigenen Angaben nicht verbürgen, weil die von den Kommunen übermittelten Listen womöglich nicht korrekt gewesen seien. Am 6. August legte Rus sein Amt nieder, nachdem ihm Regierungs- wie Oppositionspolitiker vorgeworfen hatten, mit widersprüchlichen Angaben zur Zahl der Wahlberechtigten im Land Verwirrung gestiftet zu haben. Rus erklärte, mit seinem Rücktritt reagiere er „auf inakzeptable Kritik und Druck“ zur Organisation des Referendums.  Er wolle sich nicht „an der Nichteinhaltung von Gesetzen beteiligen“.
Rus kündigte gleichzeitig einen Rücktritt des Staatssekretärs und Delegierten Minister für Verwaltung, Victor Paul Dobre, aus „persönlichen Gründen“ an. Dobre war ebenfalls mit der Organisation des Referendums beauftragt. Ihnen schloss sich am Nachmittag der Delegierte Minister für die Beziehungen zu Unternehmern, Lucian Isar (parteifrei), an.
Am gleichen Tag bildete Victor Ponta weitere Teile seines Kabinetts um, insgesamt mussten sechs Minister ihre Ressorts verlassen. Außenminister Andrei Marga (PN-L) wurde durch den bisherigen Justizminister Titus Corlățean (PSD) ersetzt. Das Justizministerium sollte die Richterin Mona Pivniceru übernehmen. Derzeit ist sie wegen Amtsinkompatibilität nicht vereidigt worden. Die Justizministeraufgaben werden derzeit von Victor Ponta wahrgenommen. Neuer Innenminister wurde Mircea Dușa (PSD), neuer Minister für die Beziehungen zum Parlament wurde Dan Șova (PSD). Neuer Minister für Verwaltung wurde Radu Stroe (PN-L), Mihai Voicu (PN-L) neuer Delegierter Minister für das Unternehmertum.

## Zusammensetzung
Das Kabinett bestand aus 20 Mitgliedern:
| Ministerpräsident                                      |  | Victor Ponta           | PSD       | 7. Mai 2012      | 21. Dezember 2012 |
| Stellvertretender Ministerpräsident und Finanzminister |  | Florin Georgescu       | parteilos | 7. Mai 2012      | 21. Dezember 2012 |
| Außenminister                                          |  | Andrei Marga           | PNL       | 7. Mai 2012      | 6. August 2012    |
| Außenminister                                          |  | Titus Corlățean        | PSD       | 6. August 2012   | 21. Dezember 2012 |
| Minister für Landwirtschaft und ländliche Entwicklung  |  | Daniel Constantin      | PC        | 7. Mai 2012      | 21. Dezember 2012 |
| Minister für Wirtschaft, Handel und Geschäftsumfeld    |  | Daniel Chiţoiu         | PNL       | 7. Mai 2012      | 21. Dezember 2012 |
| Minister für Verwaltung und Inneres                    |  | Ioan Rus               | PSD       | 7. Mai 2012      | 6. August 2012    |
| Minister für Verwaltung und Inneres                    |  | Titus Corlățean        | PSD       | 6. August 2012   | 21. Dezember 2012 |
| Verteidigungsminister                                  |  | Corneliu Dobrițoiu     | PNL       | 7. Mai 2012      | 21. Dezember 2012 |
| Justizminister(in)                                     |  | Titus Corlățean        | PSD       | 7. Mai 2012      | 6. August 2012    |
| Justizminister(in)                                     |  | Victor Ponta (interim) | PSD       | 6. August 2012   | 23. August 2012   |
| Justizminister(in)                                     |  | Mona Pivniceru         | parteilos | 23. August 2012  | 21. Dezember 2012 |
| Ministerin für Arbeit, Familie und soziale Sicherung   |  | Mariana Câmpeanu       | PNL       | 7. Mai 2012      | 21. Dezember 2012 |
| Minister(in) für Bildung, Forschung, Jugend und Sport  |  | Ioan Mang              | PSD       | 7. Mai 2012      | 15. Mai 2012      |
| Minister(in) für Bildung, Forschung, Jugend und Sport  |  | Liviu Pop (interim)    | PSD       | 15. Mai 2012     | 2. Juli 2012      |
| Minister(in) für Bildung, Forschung, Jugend und Sport  |  | Ecaterina Andronescu   | PSD       | 2. Juli 2012     | 21. Dezember 2012 |
| Minister für Verkehr und Infrastruktur                 |  | Ovidiu Ioan Silaghi    | PNL       | 7. Mai 2012      | 21. Dezember 2012 |
| Gesundheitsminister                                    |  | Vasile Cepoi           | parteilos | 7. Mai 2012      | 1. Oktober 2012   |
| Gesundheitsminister                                    |  | Raed Arafat (interim)  | parteilos | 1. Oktober 2012  | 2. Oktober 2012   |
| Gesundheitsminister                                    |  | Victor Ponta (interim) | PSD       | 2. Oktober 2012  | 7. November 2012  |
| Gesundheitsminister                                    |  | Raed Arafat            | parteilos | 7. November 2012 | 21. Dezember 2012 |
| Minister für regionale Entwicklung und Tourismus       |  | Eduard Hellvig         | PNL       | 7. Mai 2012      | 21. Dezember 2012 |
| Umwelt- und Forstministerin                            |  | Rovana Plumb           | PSD       | 7. Mai 2012      | 21. Dezember 2012 |
| Kulturminister                                         |  | Mircea Diaconu         | PNL       | 7. November 2012 | 19. Juni 2012     |
| Kulturminister                                         |  | Puiu Hașotti           | PNL       | 25. Juni 2012    | 21. Dezember 2012 |
| Informationsminister                                   |  | Dan Nica               | PSD       | 7. Mai 2012      | 21. Dezember 2012 |
| Europaminister                                         |  | Leonard Orban          | parteilos | 7. Mai 2012      | 21. Dezember 2012 |
| Beigeordneter Minister für Wirtschaft                  |  | Lucian Isar            | parteilos | 7. Mai 2012      | 6. August 2012    |
| Beigeordneter Minister für Wirtschaft                  |  | Mihai Voicu            | PNL       | 6. August 2012   | 21. Dezember 2012 |
| Beigeordneter Minister für Verwaltung                  |  | Victor Paul Dobre      | PNL       | 7. Mai 2012      | 6. August 2012    |
| Beigeordneter Minister für Verwaltung                  |  | Radu Stroe             | PNL       | 6. August 2012   | 21. Dezember 2012 |
| Beigeordneter Minister für sozialen Dialog             |  | Liviu Pop              | PSD       | 7. Mai 2012      | 21. Dezember 2012 |
| Beigeordneter Minister für Parlamentsangelegenheiten   |  | Mircea Duşa            | PSD       | 7. Mai 2012      | 21. Dezember 2012 |